# Championnat du monde moins de 18 ans de hockey sur glace 2020
Navigation
Championnat du monde 2019 Championnat du monde 2021
Le Championnat du monde moins de 18 ans de hockey sur glace 2020 devait être la 22e édition de cette compétition organisée par la Fédération internationale de hockey sur glace (IIHF). Elle a été annulée en raison de la pandémie de coronavirus.
Le tournoi de la Division Élite, regroupant les meilleures nations, devait avoir lieu du 16 au 26 avril 2020 dans les villes américaines de Plymouth et Ann Arbor, les divisions inférieures étant disputées indépendamment du groupe Élite.

## Annulation des compétitions
En raison de la pandémie de Covid-19, l'IIHF annonce au cours du mois de mars les annulations successives de toutes les compétitions pour chaque division,.

## Composition des divisions
| Division | Date de la compétition | Lieu                 | Équipes                                                                                |
| -------- | ---------------------- | -------------------- | -------------------------------------------------------------------------------------- |
| Élite    | 16 au 26 avril         | Plymouth / Ann Arbor | Allemagne Biélorussie Canada États-Unis Finlande Lettonie Tchéquie Russie Suède Suisse |
| IA       | 13 au 19 avril         | Spišská Nová Ves     | Danemark France Japon Kazakhstan Norvège Slovaquie                                     |
| IB       | 13 au 19 avril         | Asiago               | Autriche Hongrie Italie Pologne Slovénie Ukraine                                       |
| IIA      | 22 au 28 mars          | Tallinn              | Corée du Sud Estonie Grande-Bretagne Lituanie Roumanie Serbie                          |
| IIB      | 21 au 27 mars          | Tianjin              | Australie Bulgarie Chine Croatie Espagne Pays-Bas                                      |
| IIIA     | 16 au 22               | Istanbul             | Belgique Islande Israël Mexique Taipei chinois Turquie                                 |
| IIIB     | 29 mars au 4 avril     | Kockelscheuer        | Afrique du Sud Bosnie-Herzégovine Hong Kong Kirghizistan Luxembourg Nouvelle-Zélande   |